# Gyilkos kilátások
A Gyilkos kilátások (eredeti cím: Eden Lake) 2008-ban bemutatott brit thriller, melynek forgatókönyvírója és rendezője James Watkins. A főszerepben Kelly Reilly, Michael Fassbender és Jack O’Connell látható.
A filmet az Amerikai Egyesült Államokban 2008. szeptember 12-én mutatták be, Magyarországon DVD-n jelent meg szinkronizálva.

## Történet
|  | Alább a cselekmény részletei következnek! |

Egy óvónő, Jenny (Kelly Reilly) és barátja, Steve (Michael Fassbender) elmenekülnek a mindennapos élettől, és elmennek nyaralni egy távoli tóhoz, a Zöld-Angol vidékeken. Az út során találkoznak egy fiatal fiúval, Adammal (James Gandhi), aki nem hajlandó beszélni velük. Megpróbálnak a tónál pihenni, de a nyaralás élvezete megszakad, amikor pár tizenéves és egy kutya felbukkan nem messze tőlük, de ennek ellenére Steve marad, és nem hajlandó elmenni onnan. Ahogy alszanak a sátorban, egyik napról a másikra problémák kezdenek felmerülni; Az élelmiszerüket ellepik a rovarok és az autónak az egyik gumija kilyukad egy összetört üvegtől, amit a tizenévesek hagytak ott szándékosan. Ennek ellenére, Steve kicseréli a kereket, és elmennek a városba reggelizni egy kávézóba. A reggeli után elhatározzák, hogy a fegyelmezetlen gyerekeket jelentik a szülőknek, Steve megáll egy háznál, mert látja a csapat kerékpárjait, és azt hiszi, hogy a gyerekeké. Belép a bejárati ajtón, és követi a hangot, majd egyszer csak hazaérkezik a ház tulajdonosa, az egyik tizenéves apja, és az ablakon távozik. A pár gyorsan visszatér a tóhoz. Ott, Steve csobban egyet, míg Jenny alszik a parton. Miután Steve kiúszik a partra, rájön, hogy eltűnt a strandtáskája, melyben benne volt a kocsikulcs, a telefonja és a pénztárcája. közösön megnézik az autót, de eltűnt a helyéről. Visszafelé elindulnak gyalog a városban, de útközben az erdőben, majdnem elütik őket az autójukkal, melynek hátterében a fiatal banda van, majd egy pillanatra megállítja a banda vezetője, Brett (Jack O’Connell) és önelégülten mosolyog rájuk. A konfrontáció után, a banda alkonyatkor letelepszik, és Steve követeli vissza a holmiját, de Brett letagadja hogy náluk van. Amikor, Steve meghallja a telefon hangját, belenyúl Brett zsebébe, majd dulakodás alakul ki, melynek során Steve halálosan megsebesíti Brett kutyáját, ezért a banda kést ránt elő. Brett visszaadja a kocsikulcsot, és bosszút esküszik a kutyája halála miatt. Brett és bandája üldözőbe veszik a párt és szétzúzzák az autószélvédőjét, és fényszóróit kövekkel. Steve és Jenny, nem tudnak tovább haladni, mert egy meredek lejtőn megakadnak, és végül nekicsapódnak egy kidőlt fának. Steve beszorul az ágaiba, amely a szélvédőn keresztül behatolt, majd elküldi Jennyt segítségért, talál egy búvóhelyet és ott tölti az éjszakát.
Másnap reggel, a rémült Jenny meglátja Stevet szögesdróttal lekötözve egy kis tisztáson. Brett, arra kényszeríti a csapat összes tagját, hogy késsel kínozzák meg Stevet, míg a banda lánytagja, Paige (Finn Atkins) rögzíti az eseményeket a telefonján. Hogy megmentse Stevet a haláltól, Jenny csatlakoztatja Steve telefonján a Bluetooth GPS-t. Brett tisztában van, hogy a lány nincs messze, majd a bandát maga után hajszolja. Jenny, menekülve sikeresen elkerüli a bandát, és Steve ez idő alatt kiszabadítja magát. Jenny lassan rátalál a súlyosan megsebesült Stevere. Biztonságban elrejtőznek egy kunyhóban, ahol Jenny ellátja a sebeket, és megtalálja Steve zsebében a jegygyűrűt, amit neki tervezett átadni. Hamarosan Jenny elindul segítséget keresni, míg Stevet a levelek alá rejti. Miután elektromos vezetékeket lát a közelben, Jenny belelép egy nagy tüskébe. Vigyáznia kell a kihúzásánál, mert a sikolya könnyen figyelmeztetheti a bandát a hollétéről. Összefut hamarosan Adammal, akivel kezdetében találkozott fiú, segítségért könyörög neki, de ő odavezeti hozzá a bandát, aki kiüti. Jenny mikor felébred, megkötözve találja magát és Stevet, aki már meghalt, ám a banda hamarosan felgyújtja őket. Brett, Adamat kényszeríti, hogy gyújtsa fel őket, amit Paige filmez, de Jenny képes kiszabadítania magát és elinalni, majd Brett megzsarolja, hogy térjen vissza, mert különben megölik Adamat. Amikor már messze tart, rémülten végignézi Adam testét elégni. Végül, Jennyi talál egy ösvénytérképet, amit segít neki megmutatni az elmenekülést, és továbbra is elkerülni a bandát, de véletlenül megöli Coopert (Thomas Turgoose), akin megpróbál segíteni. Nem sokkal később, a banda felfedezi a testét. Brett egyre dühösebb és Paige is tart tőle. Jenny elér egy utat, ahol sikerül stoppolnia. Elmondja a sofőrnek hogy megtámadták. Az aggódó vezető elmagyarázza a lánynak, hogy a testvére, Ricky az erdőben van valahol. A sofőr megáll a furgonnal és kiszáll, a kocsit gyújtásban hagyva. Jenny pánikolva ellopja az autót, és teljes gázzal hajt a város felé, útközben Paiget is elgázolja. A városban beleütközik egy ház fűnyírójába. Jenny kiszáll az autóból és lát egy folyamatban lévő bulit a kertben, ahol összeestében segítségért könyörög. Ahogy felébred, a házban találja magát, és vigasztalja egy nő. Hamarosan észreveszi, hogy Brett házában van, ezért kimegy a mosdóba. Ennél a pontnál veszi észre Brett apja, hogy egy furgon ütközött a fűnyírónak. Most már nincs menekvés, Jenny felfegyverzi magát egy borotvával. Zűrzavar kezdődik a házban, majd berúgja Brett apja az ajtót, ahol Jenny szembesül Brettel, az apjával és a fél vendégséggel (néhányan a banda többi szülei, köztük a pincérnő a kávézóban, ahol Jenny és Steve voltak). Megvédve magát, Brett meggyőzte a szülőket, hogy szadista módon Jenny és Steve meggyilkolták Coopert, és megmutatta nekik a testét bizonyítékként. Az apja erőszakkal felzavarja a fiát a szobájába, ahogy ő és egy másik szülő visszatolja Jennyt a fürdőszobába. Az emeleten, Brett becsukja a szobaajtót, hogy ne hallja Jenny sikolyainak hangját. Kitörli az összes videót, amit Paige telefonján felvettek, és felveszi Steve napszemüvegét, majd nézi magát a tükörben, hogy ő a kemény srác, tudván, hogy ő nyert.
|  | Itt a vége a cselekmény részletezésének! |

## Szereplők
| Színész            | Szerep | Magyar hang    |
| ------------------ | ------ | -------------- |
| Kelly Reilly       | Jenny  | Solecki Janka  |
| Michael Fassbender | Steve  | Seder Gábor    |
| Jack O’Connell     | Brett  | Hamvas Dániel  |
| James Gandhi       | Adam   | Penke Soma     |
| Thomas Turgoose    | Cooper | Bogdán Gergő   |
| Thomas Gill        | Ricky  | Stern Dániel   |
| Bronson Webb       | Reece  | Bor László     |
| James Burrows      | Harry  | Molnár Levente |
| Finn Atkins        | Paige  | Czető Zsanett  |
| Shaun Dooley       | Jon    | Holl Nándor    |